# Eparchie Jagdalpur
De eparchie Jagdalpur (Latijn: Dioecesis Iagdalpurensis) is een Syro-Malabar-katholieke eparchie met als zetel Jagdalpur, in India. De eparchie is suffragaan aan het aartsbisdom Raipur. 

## Geschiedenis
De eparchie werd opgericht op 23 maart 1972, als het apostolisch exarchaat Jagdalpur, uit delen van de apostolische prefectuur Raipur. Op 26 februari 1977 werd het verheven tot eparchie, en was suffragaan aan het aartsbisdom Bhopal. Op 27 februari 2004 veranderde het van kerkprovincie en werd suffragaan aan het nieuw verheven aartsbisdom Raipur.

## Parochies
De eparchie had in 2021 een oppervlakte van 39.176 km2 en telde 3.383.000 inwoners waarvan 0,3% rooms-katholiek was.

## Bisschoppen
Alle bisschoppen tot heden (2024) waren lid van de Karmelieten van de Onbevlekte Maagd Maria. 
- Paulinus Jeerakath (exarch: 23 maart 1972, bisschop: 26 februari 1977 - 7 augustus 1990)
- Simon Stock Palathara (16 december 1992 - 16 juli 2013)
- Joseph Kollamparampil (16 juli 2013 - heden)

Raipur (aartsbisdom) · Ambikapur · Jagdalpur (Syro-Malabar) · Jashpur · Raigarh